# Las sorpresas del divorcio
 Las sorpresas del divorcio  es una película de Argentina en blanco y negro dirigida por Roberto Ratti según su propio guion sobre la obra teatral homónima de Alexandre Bisson y Antony Mars que se estrenó el 17 de noviembre de 1943 y que tuvo como protagonistas a Esteban Serrador, Marcos Caplán, Hilda Sour, Malisa Zini y Diana Maggi. Al diseñar los títulos surgió que tanto en el contrato de Serrador como en el de Caplán decía que encabezarían el elenco, por lo cual en los créditos sus nombres aparecen cruzándose diagonalmente uno a otro.

## Sinopsis
Un hombre se casa con otra mujer para escapar de su suegra, pero su suegro se casa con su exesposa y la ex suegra vuelve a casa.

## Reparto
- Esteban Serrador
- Marcos Caplán
- Hilda Sour
- Malisa Zini
- Adrián Cúneo
- Enrique García Satur
- María Santos
- Diana Maggi

## Comentarios
Roland en Crítica escribió sobre el filme: "Un vodevil francés con chistes porteños...la cadena de enredos resulta graciosa" y la crónica de Noticias Gráficas dijo: "Sobresale...la fuerza del original...que conserva en mucho de sus aspectos más eficaces, los trazos inconfundibles de este vodevil singularmente gracioso y movido". Por su parte Manrupe y Portela opinan:

"Adaptación anticuada y elemental de un asunto enredado."